# Alice et la Dame à la lanterne
Ne doit pas être confondu avec Alice et la Dame du lac.
Alice et la Dame à la lanterne (titre original : The Ghost of the Lantern Lady, littéralement : Le Fantôme de la dame à la lanterne) est le cent-quarante-sixième roman de la série américaine Alice (Nancy Drew en VO) écrit par Caroline Quine, nom de plume collectif de plusieurs auteurs. L'auteur de ce roman est inconnu. 
Aux États-Unis, le roman a été publié pour la première fois en 1998 par Simon & Schuster, New York. En France, il est paru pour la première fois en 2001 chez Hachette Jeunesse dans la collection « Bibliothèque verte » sous le no 503. Il n'a pas été réédité en France depuis 2005.

## Résumé
Remarque : le résumé est basé sur l'édition de 2001 en langue française.
Alice et ses fidèles amies Bess et Marion sont engagées comme bénévoles dans le village-musée de Persimmon Woods, situé dans la campagne à une trentaine de kilomètres de River City, ville où habitent les trois amies. Revêtues des habits du XIXe siècle, elles sont chargées de montrer aux touristes la vie des pionniers américains du siècle passé. 
Alice découvre bientôt qu'une querelle de gestion avait séparé les codirecteurs du village-musée. Elle a également la surprise d'y trouver une amie, Anita, employée au village. Celle-ci confie à Alice qu'elle enquête incognito sur la comptabilité du village, car elle soupçonne des malversations. 
Aussi, lorsqu’une mystérieuse Dame à la lanterne apparaît à plusieurs reprises aux abords du village, faisant fuir les touristes, et qu'Anita est licenciée, Alice flaire une supercherie…

## Personnages

### Personnages récurrents
- Alice Roy, dix-huit ans, blonde, fille de l'avocat James Roy, orpheline de mère.
- James Roy, avocat de renom, père d'Alice Roy, veuf.
- Sarah, la fidèle gouvernante des Roy, qui a élevé Alice à la mort de sa mère.
- Bess Taylor, jeune fille blonde et rondelette, une des meilleures amies d'Alice.
- Marion Webb, jeune fille brune et sportive, cousine germaine de Bess Taylor et une des meilleures amies d'Alice.

### Personnages spécifiques à ce roman
- Amy Worth, jeune fille bénévole au village-musée.
- Cory Worth, jeune homme, frère d'Amy, bénévole au village-musée.
- Mabel Tansy, l'organisatrice du village-musée.
- Jake Parrish, directeur du village-musée.
- Leo Meier, ancien codirecteur du village-musée.
- Anita Valdez, jeune femme comptable, amie d'Alice.

## Éditions françaises
- 2001 : Hachette, collection Bibliothèque verte no 503, souple (français, version originale). Couverture de Philippe Daure (pas d’illustrations intérieures). Traduction de Sandrine Couprie. 15 chapitres. 188 pages.